# Lanestosa
Lanestosa ist eine Gemeinde mit 246 Einwohnern (Stand: 2024) in der Provinz Bizkaia in der Autonomen Gemeinschaft Baskenland im Norden Spaniens. 

## Lage
Lanestosa befindet sich etwa 45 Kilometer westlich von Bilbao im Tal des Río Calera in einer Höhe von ca. 285 m.

## Bevölkerungsentwicklung
| Jahr      | 1950 | 1970 | 1981 | 1991 | 2001 | 2011 | 2021 |
| Einwohner | 457  | 352  | 304  | 312  | 290  | 265  | 261  |

## Sehenswürdigkeiten

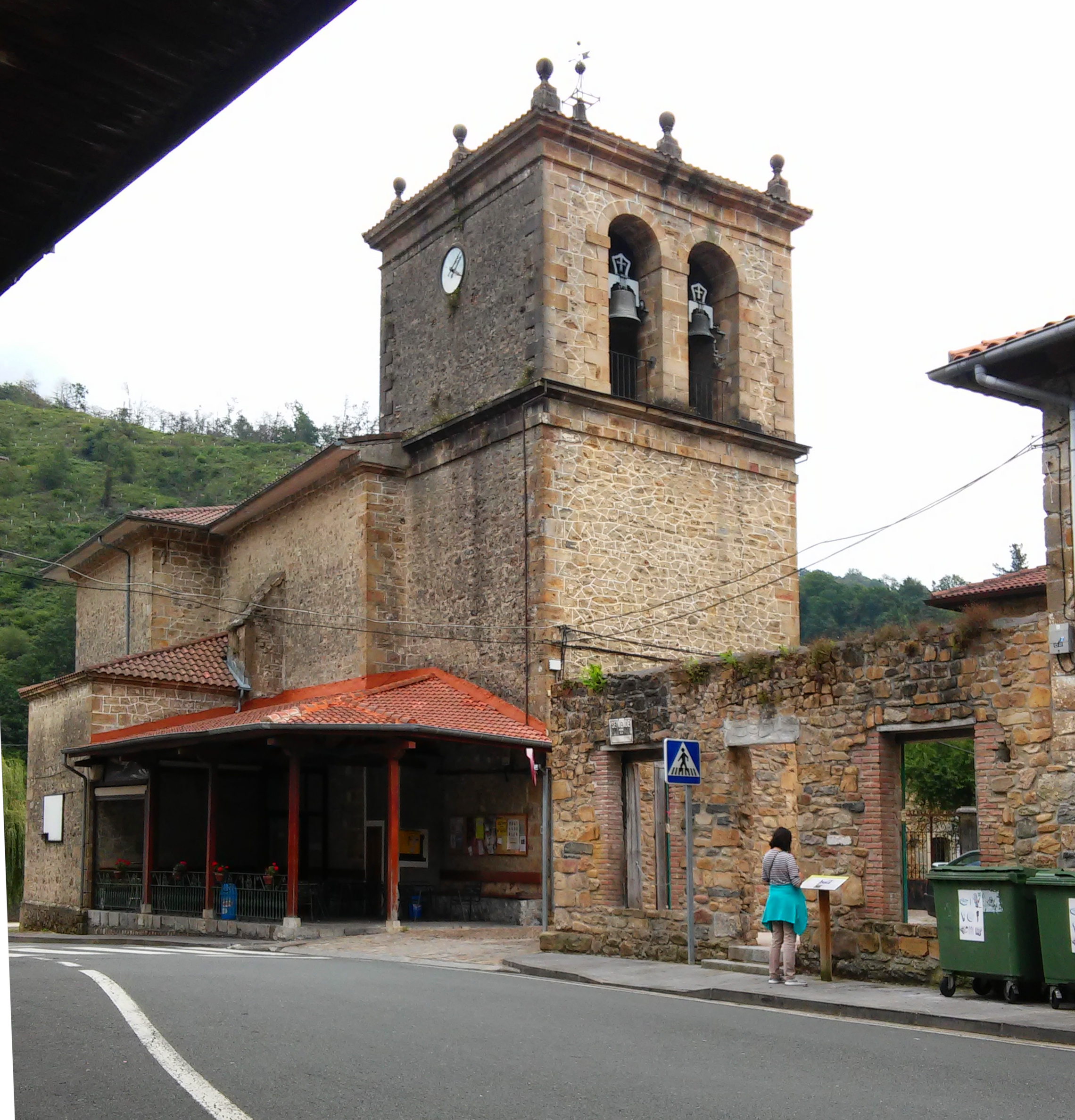
Peterskirche
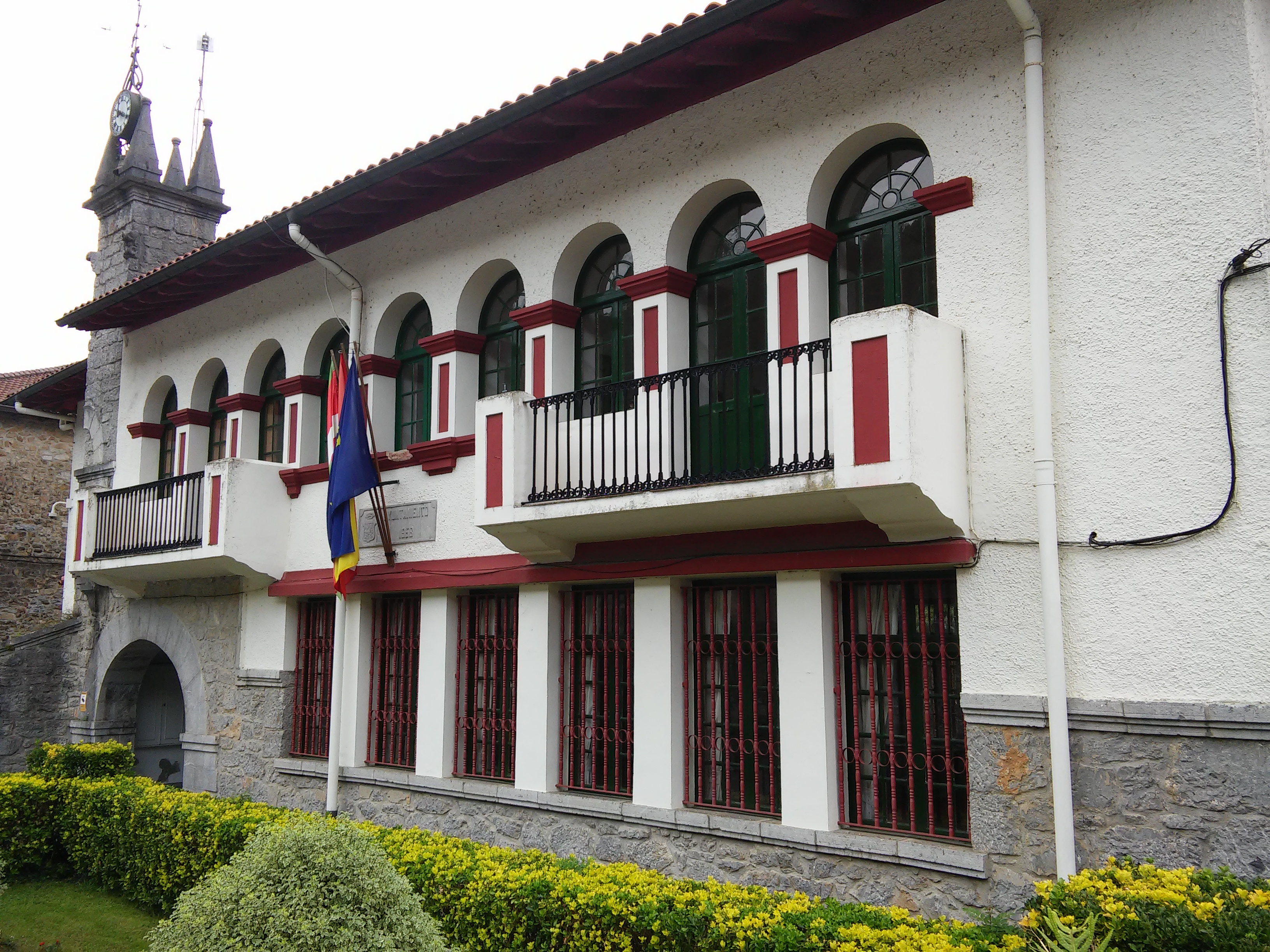
Rathaus

- Peterskirche
- Rathaus